# Trégor
Trégor (bretonsko Bro-Dreger) je ena od devetih zgodovinskih provinc Bretanije. Nahaja se na njenem severozahodnem delu ob Rokavskem prelivu, sestavljena iz severozahodnega dela departmaja Côtes-d'Armor (okrožji Lannion, Guingamp) in manjšega severovzhodnega dela departmaja Finistère do reke Morlaix (okrožje Morlaix). Njeno glavno zgodovinsko središče je Tréguier.